# 大貴族

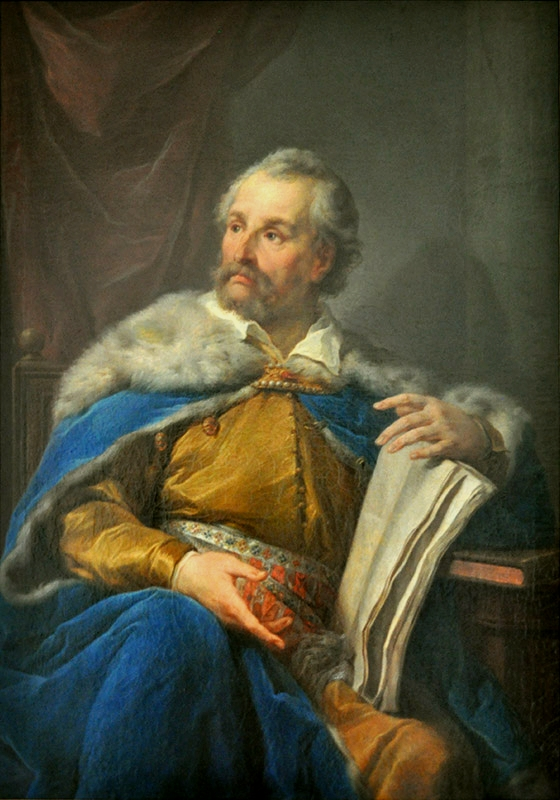
扬·扎莫伊斯基，是16世紀一位重要的波蘭大貴族

大貴族（Magnate），語源自晚期拉丁语magnas 偉人之意，詞根則是自拉丁语magnus 「偉大的」，指稱因其出身、財富或其他實力而處在社會較高地位的貴族或一般人士。在中世纪時，該詞型通常用作指稱更高級別的領土所有者與军阀如伯爵（counts）、伯爵（earls）、公爵、領地性王爵而相區分開男爵（baronage），在波蘭就指代最富有的什拉赫塔。

## 英格蘭
在英格蘭，到了中世紀晚期後的大貴族階層是經歷起一些改變，在此變化之前，這一階層是由王室所有的佃户所組成，是超過一百多個家族的組合。到了議會出現之後，是引致建起一個接受個人應召的議會顯貴圈層，屬於這一羣體的家族鮮有超過六十個。於盖尔语世界近似的階層是Flatha 。在中世紀時的主教也有時以大貴族之身來掌管領土，收取庄园收入和相關骑士费。
都鐸王朝時亨利七世於博斯沃思之戰擊敗理查三世後，亨利提出過要盡可能多處決或消滅大貴族們。亨利會讓議會對其不歡迎的貴族和大貴族施行黜權，從而剝奪他們的財富、免於酷刑的保護和其自己的權能。亨利還利用星室法庭處決掉些强大的大貴族。亨利八世在他的统治下延续了这种做法。他从父亲那里继承了对贵族的生存主义不信任。亨利八世授勋的人很少，他所做的都是“新人”：新人，对他非常感激，权力非常有限。

## 匈牙利
該術語專門指代匈牙利使徒王国上議院Főrendiház的成員（相當於英國贵族） 。

## 日本
在封建時代的日本，最有權勢的地主大貴族們被稱之為大名。在11和12世紀時，大名成為了武士氏族的軍事統領者，並掌控著私有封地資產的领土及持有權力。

## 波蘭與立陶宛
大貴族在該文明圈，是波兰王国和立陶宛大公国、還有往後波兰立陶宛联邦之內，一個富有並有影響力贵族所組成的社会阶层。

## 塞爾維亞

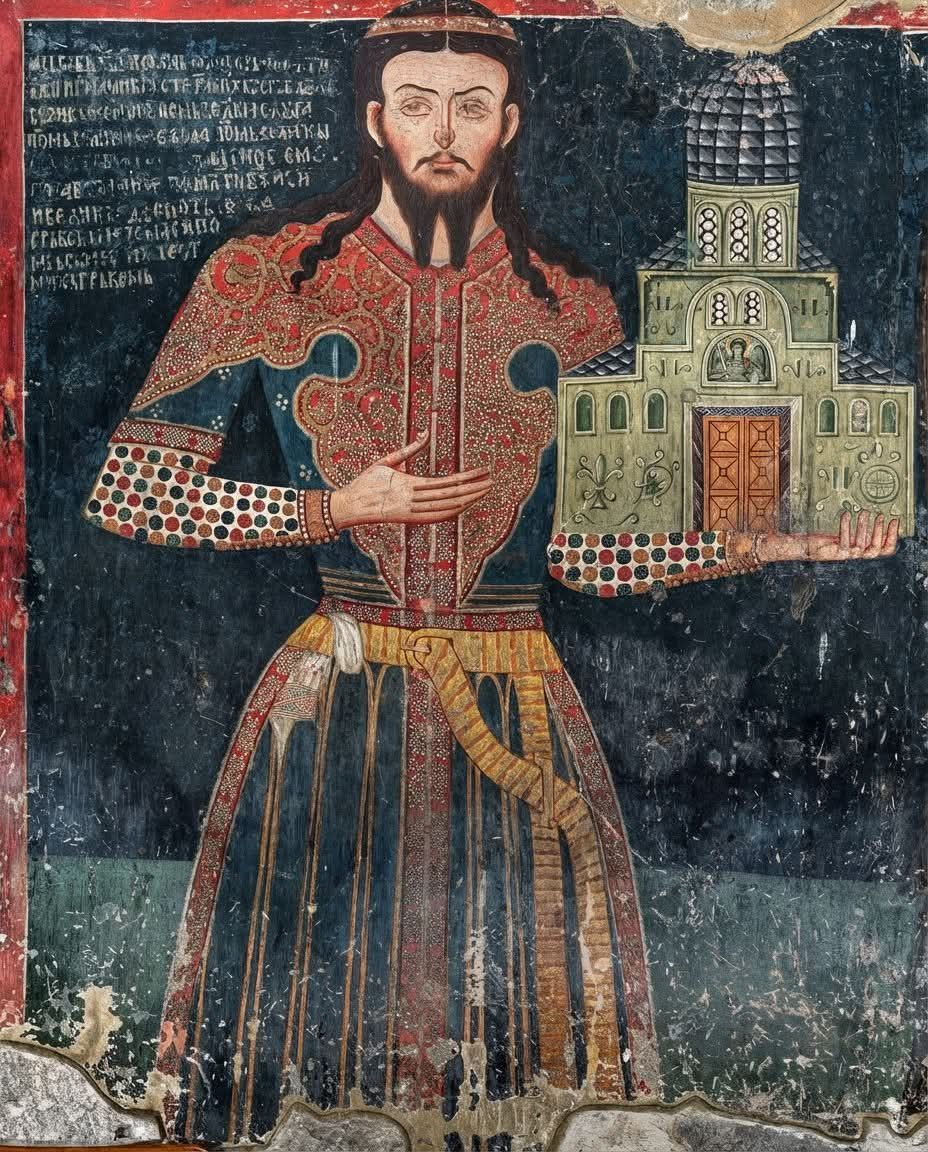
约万·奥利弗(1310–1356)，塞爾維亞大貴族，其人還有著多個享有盛誉的頭銜，如专制君主、 至尊者sevastokrator 、大伏伊伏達Veliki vojvoda和大切尼克Veliki čelnik。

中世紀塞爾維亞的大貴族即velikaši，以他們比低級貴族們更高等的頭銜而為人矚目。由中世早期到中期，最高（最負盛名）頭銜是伏伊伏達（vojvoda ），為一類軍銜兼總督頭銜。在塞尔维亚帝国（1345-71年）時期，朝廷較高等成員持有著如专制君主、 至尊者sevastokrator和凱撒等頭銜。在被外邦人所管治下，如奥斯曼帝国、哈布斯堡王朝、威尼斯共和国，以及後來大革命時到公国其間，大貴族身份都是些有影響力的省長（儘管並非所有省長都被視作大貴族）。

## 西班牙
在西班牙，由中世紀晚後以來，最高階層的貴族都持有西班牙君王的尊號。

## 瑞典
在瑞典，中世紀最富有的勳爵們是以storman （复数stormän ）為外所知，其意為「偉人」，與英文詞型magnate是相類似描述和含義。

## 信源
- 本条目包含来自公有领域出版物的文本: Chisholm, Hugh (编). .  (第11版). London: Cambridge University Press. 1911.